# Hublot
 (avril 2021).
Si vous disposez d'ouvrages ou d'articles de référence ou si vous connaissez des sites web de qualité traitant du thème abordé ici, merci de compléter l'article en donnant les références utiles à sa vérifiabilité et en les liant à la section « Notes et références ».
Pour les articles homonymes, voir Hublot (homonymie).

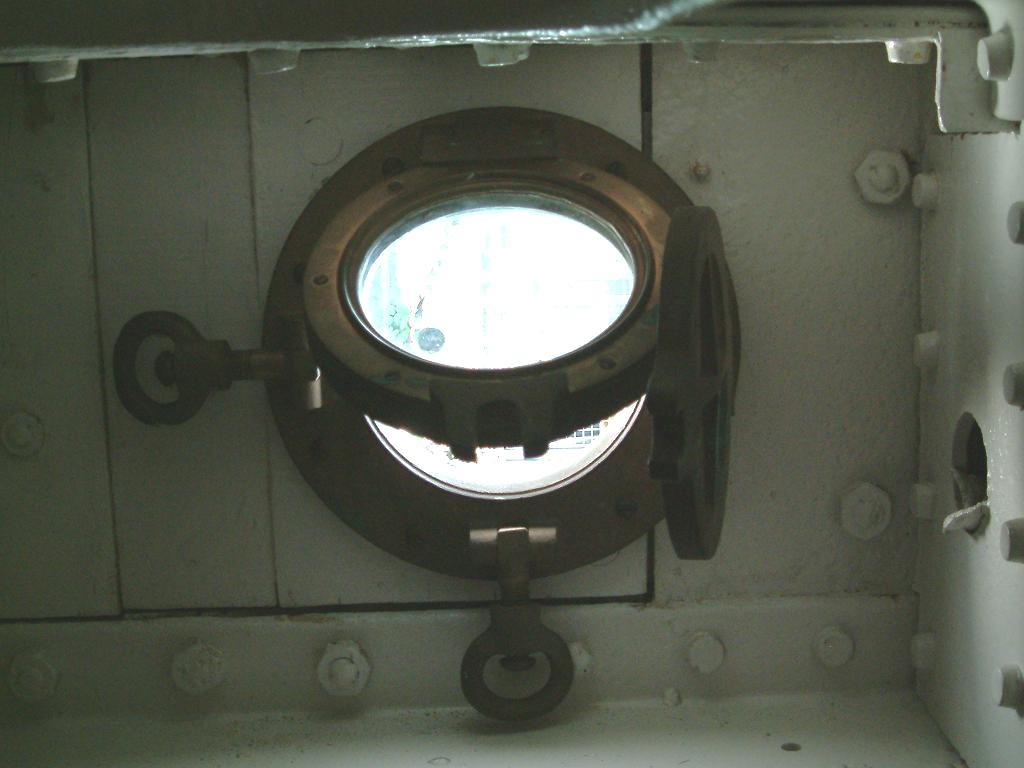
Un hublot en laiton avec fenêtre amovible et volet de tempête, sur le navire musée.

Un hublot est une fenêtre, percée dans la coque de certains véhicules pour y laisser entrer l'air et la lumière. Il est généralement circulaire et de petite taille. On trouve des hublots dans différents véhicules: bateau, aéronef, véhicule spatial, mais aussi certaines automobiles terrestres comme la Ford Thunderbird (première génération).
Sur un bateau, un hublot permet l'entrée d'air frais et de lumière dans les zones sombres situées sous le pont. Il permet également aux occupants des cabines inférieures d'avoir une vue sur l'extérieur du bateau. Lorsqu'il est fermé, le hublot protège de l'eau, du mauvais temps et parfois de la lumière, lorsqu'il est équipé d'un volet.

## Structure

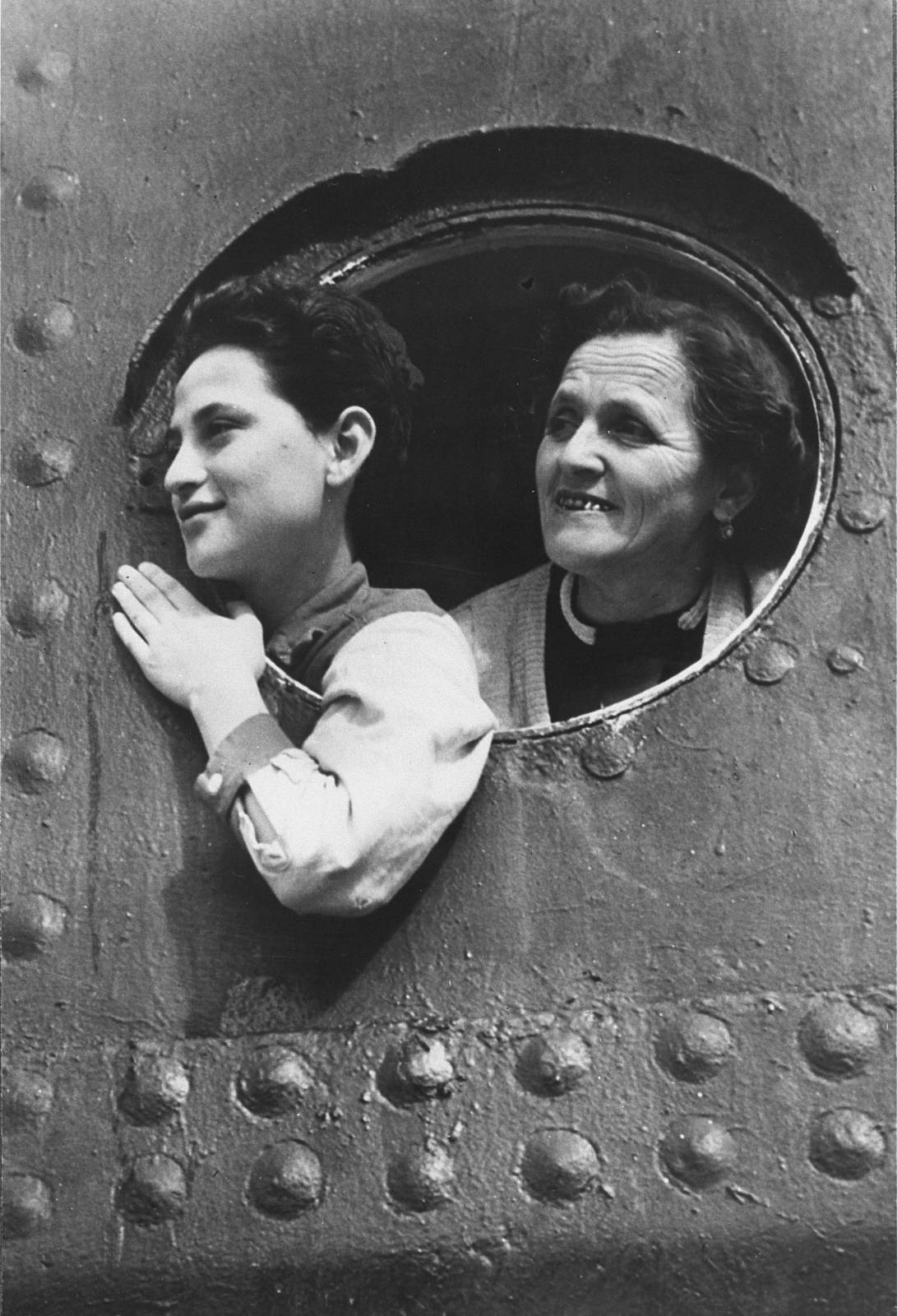
Un hublot du paquebot allemand Saint Louis (1939).

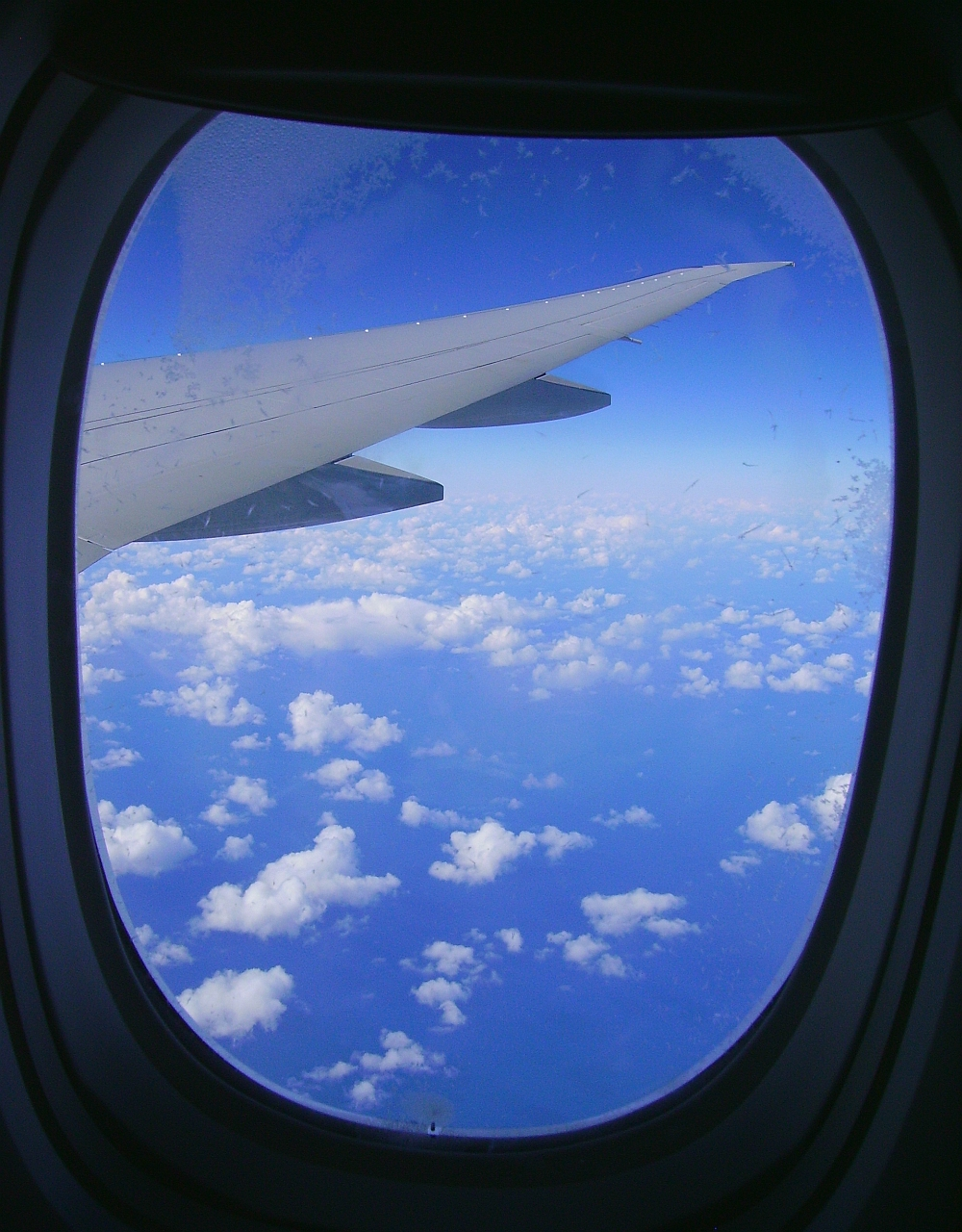
Vue d'un hublot d'avion au-dessus de l'océan Atlantique.

Un hublot est composé d'au moins deux composants et, dans son design simple, est identique à toute autre sorte de fenêtre. Le hublot est une fenêtre circulaire en verre enchâssée dans un cadre métallique riveté à la coque. Le disque de verre peut aussi être enchâssé dans un cadre séparé de la coque et équipé de charnières permettant son ouverture. de nombreux hublots disposent d'un volet métallique permettant de le protéger par tempête, pour créer l'obscurité dans une cabine ou, dans le cas de navires de guerre, d'éviter que la lumière intérieure du navire ne trahisse la position du navire aux vaisseaux ennemis.
Un hublot peut avoir un diamètre de quelques centimètres à plusieurs dizaines de centimètres, et peut peser entre quelques kilogrammes et quelques plusieurs dizaines de kilogrammes. La plupart de la masse du hublot provient du verre, qui peut faire cinq centimètres d'épaisseur. Le cadre est fréquemment moulé en sable et fait d'acier, de bronze, de laiton ou d'aluminium. Le bronze et le laiton sont les plus courants, en raison de leur résistance à la corrosion due à l'eau de mer. Le hublot doit remplir sa fonction sans mettre en péril la résistance de la structure. Sa forme circulaire aide à cela.

## Hublots spatiaux

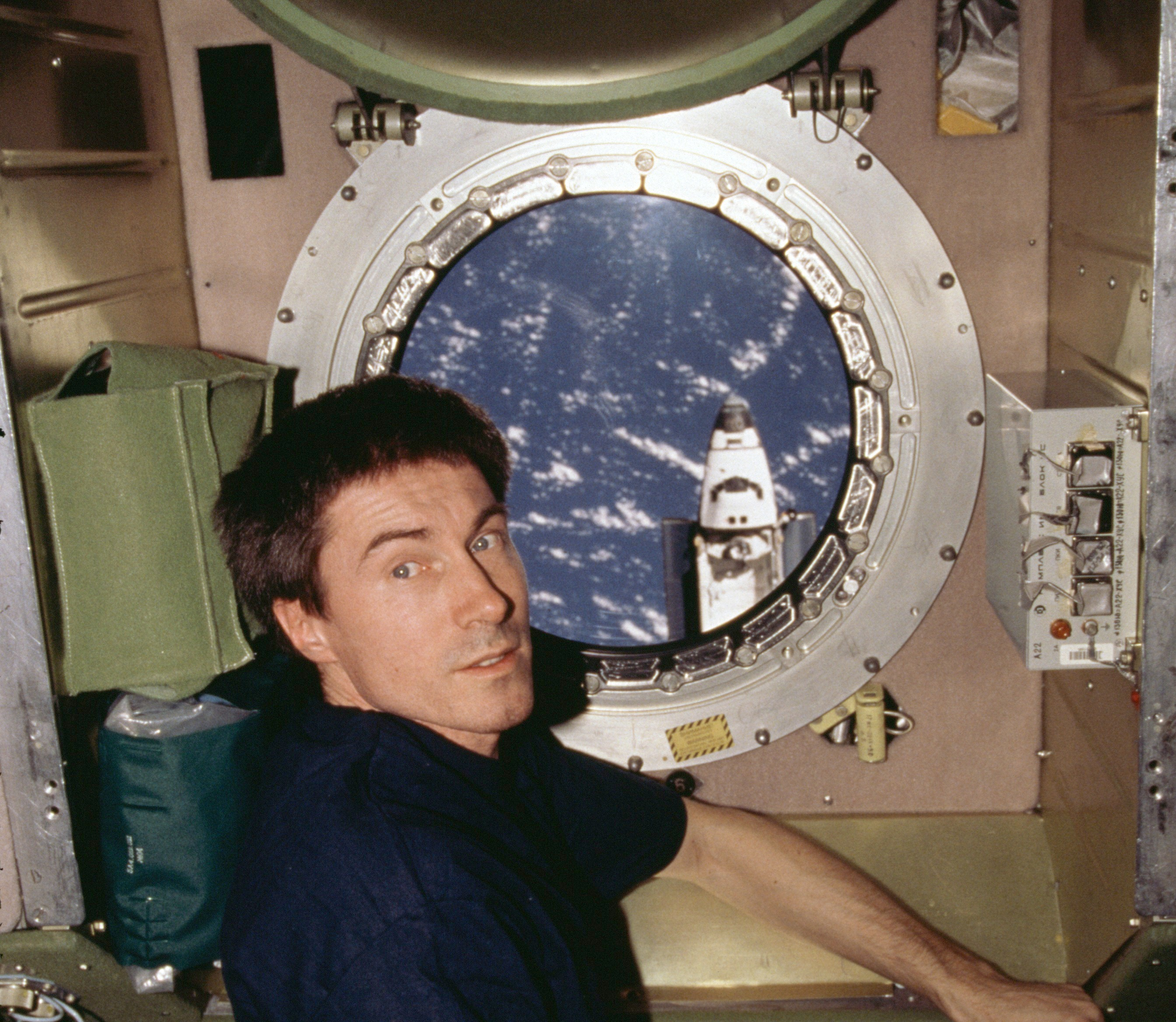
Un hublot sur Zvezda, un des composants de la Station spatiale internationale.

Les hublots de véhicules spatiaux doivent être faits dans des matières qui résistent à des changements rapides de température sans subir de fêlures dues au choc thermique. Les hublots de la station spatiale internationale ont été réalisés en verre de quartz monté sur un cadre en titane, et recouverts d'un émail.

## Hublots de sous-marins
Les hublots des sous-marins sont généralement réalisés en acrylique. Dans le cas de sous-marins de grand fond, les hublots peuvent faire plusieurs centimètres d'épaisseur. Le bord de l'acrylique a habituellement une forme conique de façon que la pression extérieure appuie le hublot contre son cadre. Habituellement, ces fenêtres sont plates plutôt qu'hémisphériques. Cela réduit le champ de vision offert par le hublot mais évite la distorsion associée à une vitre courbe.